# Salto (Fluss)
Der Salto ist ein Fluss in Mittelitalien, in den Regionen Abruzzen und Latium. Er ist ein linker Nebenfluss des Velino, in den er bei Rieti mündet.
Er entspringt in der Conca d‘Avezzano im Gemeindegebiet von Scurcola Marsicana und ist 55 km lang. Er durchfließt die Landschaft Cicolano.
1940 wurde bei Petrella Salto der Fluss aufgestaut, wodurch der Lago del Salto entstand.
In der Antike hieß der Salto Himella bzw. in seinem Oberlauf noch Imele. Er wird u. a. bei Vergil erwähnt.